# Trefán P. Timotheus
Trefán P. Timotheus (Kézdiszentkereszt, Háromszék vármegye, 1880. november 30. – Fogaras, Fogaras vármegye, 1946. január 10.) erdélyi magyar ferences rendi szerzetes, római katolikus egyházi író.

## Életútja, munkássága
Vajdahunyadon végezte a ferences teológiát. Ezt követően Vajdahunyadon, majd Medgyesen volt lelkész, Vajdahunyadon teológiai tanár, 1924-től Máriaradnán a Ferences Rendház főnöke, a rendház helyreállítását irányította. 
1939-ben a Kárpátalja visszacsatolásával kapcsolatos magyar-üldözéskor a „Rongyos Gárda” mozgalomban való részvétele miatt egy hónapot töltött Kolozsváron vizsgálati fogságban. A királyi puccs után mint megbízhatatlan magyar szerzetest internálták. 
1944. augusztus 30 és szeptember 30 közt a fogarasi gimnázium tornatermében, betegen, együtt raboskodott fogarasi rendtársaival: Gáll Ferenccel, Szabó Ágostonnal, Löke Paskállal, Györgyi Feliciánnal és Ferencz Béla Ervinnel.

## Kötetei
- Jézus útja. A Megváltó fájdalmas és dicsőséges útjának ájtatossága; összeáll. Trefán Timotheus; Szt. Bonaventura Ny., Cluj-Kolozsvár, 1929
- Vezérkönyv a máriaradnai kegyhelyen végzendő ájtatosságokhoz (Kolozsvár, 1929)